# Розе, Сильвия
Сильвия Розе (нем. Sylvia Rose; род. 23 декабря 1962, Барт, Росток), в девичестве Мюллер (нем. Müller) — немецкая гребчиха, рулевая, выступавшая за сборную ГДР по академической гребле во второй половине 1980-х годов. Чемпионка летних Олимпийских игр в Сеуле, дважды серебряная призёрка чемпионатов мира, победительница многих регат национального и международного значения.

## Биография
Сильвия Мюллер родилась 23 декабря 1962 года в городе Барт, ГДР. В качестве рулевой проходила подготовку в Берлине в столичном спортивном клубе «Берлин-Грюнау».
Впервые заявила о себе в гребле в 1979 году, выиграв золотую медаль в рулевых распашных четвёрках на юниорском мировом первенстве в Москве. Впоследствии неоднократно попадала в число призёров в зачёте национальных первенств Восточной Германии.
Первого серьёзного успеха на взрослом международном уровне добилась в сезоне 1986 года, когда вошла в основной состав восточногерманской национальной сборной и побывала на чемпионате мира в Ноттингеме, откуда привезла награду серебряного достоинства, выигранную в четвёрках — в финале их экипаж пропустил вперёд только команду Румынии.
В 1987 году в той же дисциплине завоевала серебряную медаль на мировом первенстве в Копенгагене, вновь уступив в решающем заезде румынским спортсменкам.
Благодаря череде удачных выступлений удостоилась права защищать честь страны на летних Олимпийских играх 1988 года в Сеуле, при том в то время она уже вышла замуж и выступала на соревнованиях под фамилией мужа Розе. Будучи рулевой в составе команды, куда также вошли гребчихи Мартина Вальтер, Герлинда Добершюц, Карола Хорниг и Бирте Зих, заняла в женских рулевых четвёрках первое место, получив тем самым золотую олимпийскую медаль. За это выдающееся достижение по итогам сезона была награждена орденом «За заслуги перед Отечеством» в золоте.